# دامیان گرابوفسکی
دامیان گرابوفسکی (انگلیسی: Damian Grabowski؛ زادهٔ ۱۲ مهٔ ۱۹۸۰) ورزشکار هنرهای رزمی ترکیبی اهل لهستان است.